# Шахтар (Донецьк) у сезоні 1991
Огляд виступів футбольного клубу «Шахтар» (Донецьк) у сезоні 1991.

## Чемпіонат
Підсумкова таблиця першості СРСР:
| М  | Команда                 | І  | В  | Н  | П  | М     | О  |
| -- | ----------------------- | -- | -- | -- | -- | ----- | -- |
|    | ЦСКА (Москва)           | 30 | 17 | 9  | 4  | 57-32 | 43 |
|    | «Спартак» (Москва)      | 30 | 17 | 7  | 6  | 57-30 | 41 |
|    | «Торпедо» (Москва)      | 30 | 13 | 10 | 7  | 36-20 | 36 |
| 4  | «Чорноморець» (Одеса)   | 30 | 10 | 16 | 4  | 39-24 | 36 |
| 5  | «Динамо» (Київ)         | 30 | 13 | 9  | 8  | 43-34 | 35 |
| 6  | «Динамо» (Москва)       | 30 | 12 | 7  | 11 | 43-42 | 31 |
| 7  | «Арарат» (Єреван)       | 30 | 11 | 7  | 12 | 29-36 | 29 |
| 8  | «Динамо» (Мінськ)       | 30 | 9  | 11 | 10 | 29-31 | 29 |
| 9  | «Дніпро» (Дніпро)       | 30 | 9  | 10 | 11 | 31-36 | 28 |
| 10 | «Памір» (Душанбе)       | 30 | 7  | 13 | 10 | 28-32 | 27 |
| 11 | «Спартак» (Владикавказ) | 30 | 9  | 8  | 13 | 33-41 | 26 |
| 12 | «Шахтар» (Донецьк)      | 30 | 6  | 14 | 10 | 33-41 | 26 |
| 13 | «Металург» (Запоріжжя)  | 30 | 9  | 7  | 14 | 27-38 | 25 |
| 14 | «Пахтакор» (Ташкент)    | 30 | 9  | 7  | 14 | 37-45 | 25 |
| 15 | «Металіст» (Харків)     | 30 | 8  | 9  | 13 | 32-43 | 25 |
| 16 | «Локомотив» (Москва)    | 30 | 5  | 8  | 17 | 18-47 | 18 |

## Кубок
1/16 фіналу
| 4 вересня 1991 |

| «Спартак» (Нальчик) | 1 : 1 | «Шахтар» (Донецьк) |
| ------------------- | ----- | ------------------ |
| Куготов 8'          | звіт  | Євсєєв 32'         |

|  |

| 17 листопада 1991 |

| «Шахтар» (Донецьк) | + : - | «Спартак» (Нальчик) |
| ------------------ | ----- | ------------------- |
|                    |       |                     |

|  |

1/8 фіналу
| 22 листопада 1991 |

| «Чорноморець» (Одеса)  | 2 : 0 | «Шахтар» (Донецьк) |
| ---------------------- | ----- | ------------------ |
| Никифоров 9' Гецко 64' | звіт  |                    |

|  |

«Черноморець»: Суслов, Ю. Никифоров, Шелепницький (к), Телесненко, Третьяк, Спіцин (Парфьонов, 86), Цимбалар, Гецко (Колесніченко, 90), Кошелюк (Піндєєв, 90), Сак, Дем'яненко.
«Шахтар»: Ковтун, Драгунов (к), Столовицький (С. Онопко, 85), Ященко, Мартюк, Мазур, Ателькін (Ребров, 65), Кобозєв, Погодін (Бондарєв, 74), В. Онопко, Щербаков.
| 26 листопада 1991 |

| «Шахтар» (Донецьк)          | 2 : 0 | «Чорноморець» (Одеса) |
| --------------------------- | ----- | --------------------- |
| Столовицький 69' Ребров 75' | звіт  |                       |

|  |

|                                                                                  |       | Пенальті                                                                    |  |
| Леонов · В. Онопко · Погодін · Драгунов · Щербаков · Мартюк · Кривенцов · Ященко | 6 : 7 | Кошелюк · Никифоров · Спіцин · Шелепницький · Гецко · Третяк · Сак · Суслов |  |

«Шахтар»: Шутков, Драгунов (к), Столовицький, Ященко, Мартюк, Леонов, Ателькін (Ребров, 65; С. Онопко, 91), Кобозєв (Кривенцов, 115), Погодін, В. Онопко, Щербаков.
«Черноморець»: Суслов, Ю. Никифоров, Шелепницький, Дем'яненко (Мочуляк, 46; Авдєєв, 60), Третьяк, Спіцин, Букель, Гецко, Кошелюк, Сак, Парфьонов.

## Статистика
- Головний тренер — Яремченко Валерій Іванович
- Тренер — Дрозденко Олексій Митрофанович

| Гравець                          | Дата народження | Чемпіонат | Чемпіонат | Кубок    | Кубок    |
| Гравець                          | Дата народження | Ігри      | Голи      | Ігри     | Голи     |
| Воротарі                         | Воротарі        | Воротарі  | Воротарі  | Воротарі | Воротарі |
| -------------------------------- | --------------- | --------- | --------- | -------- | -------- |
| Ковтун Андрій Олександрович      | 28.02.68        | 29        | 39п       | 1        | 2п       |
| Шутков Дмитро Анатолійович       | 03.04.72        | 1         | 0         | 2        | 1п       |
| Васютик Володимир Богданович     | 24.03.70        | 1         | 2п        | —        | —        |
| Захисники                        |                 |           |           |          |          |
| Ященко Сергій Володимирович      | 25.06.59        | 30        | 0         | 2        | 0        |
| Євсєєв Василь Аркадійович        | 30.08.62        | 29        | 1         | 1        | 1        |
| Драгунов Євген Іванович          | 13.02.64        | 27        | 1         | 2        | 0        |
| Корнієць Ігор Васильович         | 14.07.67        | 24        | 0         | —        | —        |
| Мазур Василь Миколайович         | 23.05.70        | 18        | 0         | 2        | 0        |
| Мартюк Олександр Леонідович      | 24.07.72        | 2         | 0         | 3        | 0        |
| Півзахисники                     |                 |           |           |          |          |
| Погодін Сергій Анатолійович      | 29.04.68        | 29        | 2         | 2        | 0        |
| Стельмах Михайло Андрійович      | 29.04.66        | 28        | 0         | 1        | 0        |
| Леонов Ігор Іванович             | 14.09.67        | 24        | 4         | 2        | 0        |
| Онопко Віктор Савелійович        | 14.10.69        | 24        | 1         | 2        | 0        |
| Петров Ігор Григорович           | 30.01.64        | 23        | 5         | —        | —        |
| Столовицький Ігор Михайлович     | 29.08.69        | 14        | 2         | 2        | 1        |
| Канчельскіс Андрій Антанасович   | 23.01.69        | 5         | 1         | —        | —        |
| Барабаш Олександр Іванович       | 18.01.71        | 4         | 0         | —        | —        |
| Онопко Сергій Савелійович        | 28.10.73        | 1         | 0         | 2        | 0        |
| Бондарєв Станіслав Володимирович | 02.06.68        | —         | —         | 2        | 0        |
| Кривенцов Валерій Сергійович     | 31.07.73        | —         | —         | 2        | 0        |
| Красніков Вадим Іванович         | 05.07.71        | —         | —         | 1        | 0        |
| Нападники                        |                 |           |           |          |          |
| Кобозєв Олексій Володимирович    | 13.04.67        | 29        | 7         | 3        | 0        |
| Щербаков Сергій Геннадійович     | 15.08.71        | 20        | 7         | 2        | 0        |
| Ателькін Сергій Валерійович      | 08.01.72        | 15        | 0         | 3        | 0        |
| Ребров Сергій Станіславович      | 03.06.74        | 7         | 2         | 3        | 1        |
| Жигулін Спартак Володимирович    | 25.05.71        | —         | —         | 1        | 0        |

## Бомбардири
Кращі бомбардири у кожному сезоні чемпіонату СРСР:
| Сезон    | Гравець                                       | Голи       |
|          |                                               |            |
| 1936 (в) | Микола Кононенко Федір Манов                  | — 4 (Д-3)  |
| 1936 (о) | Федір Манов Борис Терентьєв                   | — 3 (Д-3)  |
| 1937     | Григорій Балаба                               | — 6 (Д-3)  |
| 1938     | Григорій Балаба Григорій Несмєха              | — 11       |
| 1939     | Григорій Балаба                               | — 10       |
| 1940     | Григорій Балаба Антон Яковлєв                 | — 7        |
| 1941     | Григорій Несмєха Георгій Бікезін Іван Путятов | — 3        |
| 1945     | Олег Жуков                                    | — 8 (Д-2)  |
| 1946     | Ханон Дінер                                   | — 12 (Д-2) |
| 1947     | Петро Буянов                                  | — 14 (Д-2) |
| 1948     | Дмитро Іванов                                 | — 6 (Д-2)  |
| 1949     | Віктор Колесников                             | — 6        |
| 1950     | Віктор Колесников                             | — 12       |
| 1951     | Олександр Пономарьов                          | — 15       |
| 1952     | Олександр Пономарьов Віктор Фомін             | — 4        |
| 1953     | Леонід Савінов                                | — 11 (Д-2) |
| 1954     | Іван Бобошко Віктор Самойлов                  | — 12 (Д-2) |
| 1955     | Петро Пономаренко                             | — 5        |
| 1956     | Петро Пономаренко                             | — 9        |
| 1957     | Валентин Сапронов                             | — 6        |
| 1958     | Іван Федосов                                  | — 7        |
| 1959     | Юрій Захаров Іван Федосов                     | — 6        |
| 1960     | Анатолій Крощенко                             | — 6        |
| 1961     | Юрій Захаров                                  | — 14       |
| 1962     | Віталій Савельєв                              | — 11       |
| 1963     | Юрій Ананченко Дмитро Мізерний                | — 6        |
| 1964     | Юрій Ананченко                                | — 9        |

| Сезон    | Гравець                                       | Голи       |
|          |                                               |            |
| 1965     | Анатолій Родін                                | — 6        |
| 1966     | Станіслав Євсеєнко                            | — 8        |
| 1967     | Валерій Лобановський                          | — 9        |
| 1968     | Станіслав Євсеєнко                            | — 6        |
| 1969     | Анатолій Пилипчук                             | — 6        |
| 1970     | Едвард Козинкевич                             | — 9        |
| 1971     | Валерій Яремченко Едвард Козинкевич           | — 8        |
| 1972     | Віктор Прокопенко                             | — 10 (Д-2) |
| 1973     | Віталій Старухін                              | — 10       |
| 1974     | Віталій Старухін                              | — 11       |
| 1975     | Михайло Соколовський                          | — 11       |
| 1976 (в) | Олександр Васін Валерій Шевлюк                | — 3        |
| 1976 (о) | Віталій Старухін                              | — 4        |
| 1977     | Віталій Старухін Юрій Резник                  | — 9        |
| 1978     | Микола Латиш                                  | — 11       |
| 1979     | Віталій Старухін                              | — 26       |
| 1980     | Микола Федоренко                              | — 7        |
| 1981     | Віктор Грачов                                 | — 12       |
| 1982     | Михайло Соколовський                          | — 12       |
| 1983     | Михайло Соколовський                          | — 15       |
| 1984     | Віктор Грачов                                 | — 8        |
| 1985     | Віктор Грачов                                 | — 12       |
| 1986     | Ігор Петров                                   | — 12       |
| 1987     | Володимир Юрченко Ігор Петров Олег Смолянинов | — 4        |
| 1988     | Ігор Петров                                   | — 10       |
| 1989     | Ігор Петров                                   | — 6        |
| 1990     | Сергій Щербаков                               | — 5        |
| 1991     | Сергій Щербаков Олексій Кобозєв               | — 7        |

## 44 сезони
В елітній лізі радянського футболу «Шахтар» провів 44 сезони. Було зіграно 1288 ігор, з них: 434 перемоги, 379 нічиїх, 475 поразок. Команда набрала 1247 очок і посідає восьме місце в загальному заліку.
Список гравців, які в чемпіонаті СРСР провели 100 і більше матчів:
- Михайло Соколовський - 400
- Юрій Дегтярьов - 289
- Валерій Рудаков - 276
- Віктор Грачов - 275
- Сергій Ященко - 272
- Олександр Сопко - 270
- Валерій Яремченко - 266
- Володимир П'яних - 257
- Володимир Сальков - 231
- Ігор Петров - 224
- Олексій Варнавський - 221
- Микола Головко - 221
- Володимир Сафронов - 221
- Віталій Старухін - 217
- Валерій Горбунов - 207
- Валентин Сапронов - 205
- Віктор Кондратов - 193
- Валерій Гошкодеря - 190
- Юрій Губич - 185
- В'ячеслав Аляб'єв - 179
- Володимир Роговський - 179
- Юрій Дудинський - 173
- Дмитро Мізерний - 168
- Станіслав Євсеєнко - 166
- Юрій Ананченко - 160
- Микола Федоренко - 159
- Володимир Сорокін - 156
- Олексій Дрозденко - 154
- Олег Смолянинов - 148
- Віктор Звягінцев - 147
- Анатолій Пилипчук - 138
- Євген Драгунов - 136
- Анатолій Раденко - 134
- Володимир Пархоменко - 128
- Валентин Єлінскас - 126
- Геннадій Снегирьов - 126
- Анатолій Родін - 124
- Борис Стрєлков - 124
- Іван Федосов - 123
- Іван Бобошко - 122
- Сергій Акименко - 115
- Олександр Алпатов - 114
- Микола Кривенко - 114
- Сергій Морозов - 111
- Віктор Колесников - 110
- Анатолій Коньков - 110
- Олександр Васін - 109
- Василь Євсєєв - 109
- Олександр Григор'єв - 106
- Юрій Коротких - 104
- Олексій Кобозєв - 102
- Сергій Кравченко - 100

Список гравців, які в чемпіонаті СРСР провели від 30 до 99 матчів:
- Олександр Говоров - 96
- Ігор Леонов - 96
- Петро Пономаренко - 95
- Віталій Савельєв - 95
- Микола Дегтярьов - 91
- Юрій Резник - 87
- Анатолій Зима - 86
- Юрій Ванкевич - 85
- Віктор Фомін - 84
- Георгій Бікезін - 83
- Ігор Симонов - 79
- Віктор Чанов-І - 77
- Павло Іванчук - 75
- Георгій Мазанов - 75
- Борис Россихін - 75
- Микола Кузнецов  - 74
- Антанас Станкявічюс - 74
- Валерій Шевлюк - 74
- Ігор Юрченко - 73
- Юрій Захаров - 72
- Віталій Хмельницький - 72
- Євген Пєстов - 71
- Олександр Поллак - 69
- Олег Колосов - 68
- Олексій Мотін - 68
- Петро Прийменко - 66
- Віктор Самойлов - 66
- Володимир Захаров - 65
- Леонід Савінов - 64
- Микола Самарін - 64
- Григорій Балаба - 63
- Віктор Чанов-ІІ - 62
- Василь Брюшин - 61
- Сергій Свистун - 61
- Віктор Носов - 60
- Сергій Золотницький - 59
- Григорій Несмєха - 59
- Віктор Орлов - 59
- Дмитро Іванов - 58
- Едуард Козинкевич - 58
- Сергій Попов - 58
- Микола Кононенко - 56
- Михайло Олефіренко - 56
- Віталій Шаличев - 56
- Іван Смагін - 55
- Сергій Покидін - 55
- Костянтин Скрипченко - 54
- Олексій Більдюк - 53
- Володимир Юрченко - 53
- Сергій Щербаков - 52
- Сергій Герасимець - 51
- Володимир Гавриленко - 50
- Віктор Зубков - 50
- Валерій Лобановський - 50
- Петрас Глодяніс - 48[1]
- Віктор Онопко - 48
- Василь Сидоров - 48
- Віталій Бардешин - 47
- Володимир Юрецький - 47
- Михайло Васін - 46
- В'ячеслав Чанов - 45
- Юрій Гуляєв - 44
- Мирослав Думанський - 44
- Андрій Ковтун - 44
- Володимир Малий - 44
- Валентин Морозов - 44
- Антон Яковлєв - 43
- Олександр Пономарьов - 38
- Віктор Соколов - 37
- Іван Костинчак - 36
- Леонід Малий - 36
- Іван Путятов - 36
- Карпо Дубовицький - 35
- Ярослав Кікоть - 35
- Сергій Погодін - 35
- Володимир Білоусов - 34[2]
- Микола Вардиміаді - 34
- Микола Латиш - 34
- Олександр Налєсний - 34
- Валентин Жуков - 33
- Олег Жуков - 33
- Віктор Тляругов - 33
- Олег Базилевич - 32
- Володимир Куцев - 32
- Ігор Столовицький - 31
- Ігор Дибченко - 30
- Валерій Фадєєв - 30

Список гравців, які в чемпіонаті СРСР провели від 10 до 29 матчів:
- Володимир Андрієнко - 28
- Володимир Бурсенський - 28
- Василь Єрмілов - 28
- Юрій Петров - 28
- Михайло Стельмах - 28
- Петро Цунін - 28
- Віталій Лівенцев - 27
- Михайло Михайлов - 27
- Володимир Шумілін - 27
- Юрій Бондаренко - 26
- Леонід Клюєв - 26
- Анатолій Крощенко - 26
- Остап Савка - 26
- Анатолій Садовський - 26
- Михайло Іванов-I - 25
- Іван Устинов - 25
- Микола Гарбузников - 24
- Анатолій Грибенник - 24
- Ігор Корнієць - 24
- Віктор Лейченко - 24
- Олександр Андренко - 23
- Володимир Мещеряков - 23
- Іван Панін - 23
- Анатолій Огірчук - 22
- Сергій Шиповський - 22
- Андрій Канчельскіс - 21
- Сергій Ателькін - 20
- Михайло Іванов-II - 20
- Юрій Мішин - 20
- Беньямінас Зелькявічюс - 19
- Леонід Ключик - 19
- Валентин Левченко - 19
- Василь Мазур - 19
- В'ячеслав Першин - 19
- Віктор Прокопенко - 19
- Микола Паршин - 18
- Володимир Стрельцов - 18
- Петро Юрченко - 18
- Анатолій Жуков-ІІ - 17
- Микола Чурсін - 17
- Євген Шпиньов - 17
- Іван Диковець - 16
- Володимир Корнєв - 16
- Євген Король - 16
- Анатолій Коршунов - 16
- Сергій Ралюченко - 16
- Микола Таранов - 16
- Микола Чернишенко - 16
- Євген Шафоростов - 16
- Володимир Васильєв - 15
- Георгій Сухих - 15
- Павло Адамов - 14
- Федір Ванзел - 14
- Савелій Мухін - 14
- Сергій Овчинников - 14
- Сергій Підпалий - 14
- Віктор Асланян - 13
- Михайло Захаров - 13
- Віктор Мар'єнко - 13
- Борис Нежурко - 13
- Геннадій Повар - 13
- Олександр Селіванов - 13
- Нісбах Ажиба - 12
- Геннадій Денисенко - 12
- Сергій Журавльов - 12
- Віктор Кулинченко - 12
- Борис Лобутєв - 12
- Микола Наумов - 12
- Олександр Ролевич - 12
- Віктор Тимохін - 12
- Рудік Єгізарян - 11
- Анатолій Жуков-І - 11
- Олександр Савченко - 11
- Анзор Чіхладзе - 11
- Артовас Акопянц - 10
- Віктор Антоненко - 10
- Олександр Борисенко - 10
- Олександр Кольцов - 10
- Олександр Штурлак - 10
- Анатолій Самсонов - 10

Список гравців, які в чемпіонаті СРСР провели від 1 до 9 матчів:
- В'ячеслав Гусаров - 9
- Юрій Звьоздкін - 9
- Микола Климов - 9
- Володимир Лущенко - 9
- Петро Третяков - 9
- Віктор Смигунов - 9
- Валерій Шутильов - 9
- Володимир Щербак - 9

- Володимир Бєдний - 8
- Володимир Бузовський - 8
- Валерій Веригін - 8
- В'ячеслав Головін - 8
- Василь Грубчак - 8
- Микола Красюк - 8
- Анатолій Миронов - 8
- Володимир Ніконов - 8
- Сергій Попович - 8
- Гелій Путєвський - 8
- Сергій Хлиста - 8
- Володимир Шевлюк - 8

- Євген Бушной - 7
- Юрій Капсін - 7
- Юрій Костіков - 7
- Василь Мілес - 7
- Кім Павлов - 7
- Сергій Ребров - 7
- Олександр Усатий - 7
- Олександр Ярчук - 7

- Ігор Зайцев - 6
- Анатолій Казаков - 6
- Віктор Малишев - 6
- Володимир Нікітін - 6
- Дмитро Пригунов - 6
- Анатолій Райвич - 6
- Андрій Черемисін - 6

- Олександр Барабаш - 5
- Василь Босий - 5
- Віктор Бровкін - 5
- Ігор Василюк - 5
- Олександр Воробйов - 5
- Михайло Зайцев - 5
- Євген Лемешко - 5
- Федір Матюшевський - 5
- Віктор Муравський - 5
- Віктор Полохов - 5
- Євген Холмогоров - 5
- Володимир Щегольков - 5
- Станіслав Берников - 4
- Борис Біляк - 4[3]
- Олександр Гайдаш - 4
- Віктор Гостінін - 4
- Володимир Куденков - 4
- Валентин Майдюк - 4
- Володимир Михайлов - 4
- Анатолій Путятов - 4
- Володимир Солдатченко - 4
- Віктор Сисоєнко - 4
- Сергій Циганков - 4
- Геннадій Швець - 4

- Володимир Гаврилов - 3
- Арманд Зейберліньш - 3
- Валерій Корнєєв - 3
- Віталій Кулаковський - 3
- Віктор Насташевський - 3
- Олександр Парахін - 3
- Адольф Розенков - 3
- Віктор Романюта - 3
- Сергій Федчун - 3
- Олексій Ходаков - 3

- Юрій Авруцький - 2
- Анатолій Башкиров - 2
- Володимир Брюханов - 2
- Олексій Колесников - 2
- Віктор Ломакін - 2
- Сергій Мазур - 2
- Олександр Мартюк - 2
- Валерій Притулін - 2
- Андрій Кузь - 2
- Олег Рідний - 2
- Валентин Седньов - 2
- Микола Федющенко - 2
- Анатолій Халіулін - 2
- Іван Циплаков - 2

- Володимир Анашкін - 1
- Віктор Анісіфоров - 1
- Юрій Беліченко - 1
- Ігор Бубличенко - 1
- Віктор Будник - 1
- Володимир Булгаков - 1
- Володимир Васютик - 1
- Віталій Гетьманенко - 1
- Федір Заварзін - 1
- Анатолій Золотухін - 1[4]
- Євген Іоничев - 1
- Євген Канана - 1
- Ігор Клаптанов - 1
- Анатолій Колосков - 1
- Анатолій Куліш - 1
- Сергій Купцов - 1
- Михайло Лапідус - 1
- Гіві Лабадзе - 1
- Анатолій Милокостов - 1
- Сергій Онопко - 1
- Леонід Положенцев - 1
- Володимир Попов - 1
- Борис Потьомкін - 1
- Олександр Стук - 1
- Геннадій Цицарєв - 1
- Дмитро Шутков - 1